# Биста, Кирти Нидхи
Кирти Нидхи Биста (англ. Kirti Nidhi Bista, непальск. कीर्तिनिधि विष्ट; 15 января 1927 — 11 ноября 2017) — непальский политик, премьер министр в 1969—1970, 1971—1973 год и 1977—1979 годах.

## Биография
Биста родился в Тамеле, Катманду, в 1927 году. Получил степень магистра политических наук в университете Лакнау в 1951 году.
Назначенный королём на должность премьер-министра Непала во время панчаятского правления, он в течение одного десятилетия трижды с перерывами занимал этот пост (с 1969 по 1970 год, с 1971 по 1973 год и с 1977 по 1979 год). Он также был министром финансов с 1969 по 1970 год и с 1971 по 1973 год. Больше всего он запомнился своей отставкой с поста премьер-министра после пожара, сжёгшего дотла дворец Сингха Дурбар в 1973 году.
Некогда влиятельная фигура во властной верхушке Непала, он стал практически невидимым после падения панчаятской системы в 1990 году. Однако после государственного переворота короля Гьянендры в 2005 году состоялось его возвращение — Биста был назначен одним из заместителей председателя кабинета министров и играл эту роль на протяжении года, пока в апреле 2006 года королевское правительство не рухнуло после народного восстания.
Умер в своей резиденции в Гянешворе 11 ноября 2017 года. Ему было 90. Биста долго боролся с раком.